# TeslaCrypt
TeslaCrypt est un cheval de Troie de type ransomware, il n'est plus actif depuis mai 2016. Ses développeurs ayant arrêté sa diffusion et fourni les clés permettant de déverrouiller tous les fichiers chiffrés présents sur l'ordinateur de leurs victimes ,.
TeslaCrypt est d'abord apparu en février 2015 et ciblait alors principalement les joueurs de jeux vidéo. Toutes leurs données de jeux étaient alors cryptées et les joueurs devaient débourser un certain montant avant de pouvoir les récupérer . Bien que le cheval de Troie ait eu plusieurs failles de sécurité permettant de déchiffrer les données, les pirates s'arrangeaient alors toujours pour apporter un correctif rapidement et de ce fait, conserver les données cryptées.
TeslaCrypt est une infection susceptible de pénétrer dans les systèmes afin de chiffrer les fichiers apparentés par leur extension à des fichiers de données : .pdf, .ppt, .xls, .doc, .jpeg, etc. Certains fichiers exécutables, notamment des composants de jeux vidéo, peuvent aussi être touchés.